# Euploea cluilia
Euploea cluilia är en fjärilsart som beskrevs av Hans Fruhstorfer 1910. Euploea cluilia ingår i släktet Euploea och familjen praktfjärilar. Inga underarter finns listade i Catalogue of Life.